# Карл Бюловіус
Карл Роберт Макс Бюловіус (нім. Karl Robert Max Bülowius; 2 березня 1890 — 27 березня 1945) — німецький офіцер, генерал-лейтенант вермахту. Кавалер Німецького хреста в сріблі.

## Біографія
26 листопада 1907 року вступив в Прусську армію, служив в інженерних частинах. Учасник Першої світової війни. 31 грудня 1920 року демобілізований. 1 червня 1924 року вступив в рейхсвер. На початку Другої світової війни очолював 2-й старший будівельний штаб. З 26 жовтня 1939 року — командир інженерних частин 8-ї, з 15 травня 1940 року — 9-ї армії, з 25 жовтня 1942 року — Німецько-італійської танкової армії. 17-22 лютого 1943 року виконував обов'язки командира армії. 9 травня 1943 року взятий в полон американськими військами. Наклав на себе руки.

## Звання
- Фанен-юнкер (16 листопада 1907)
- Фенріх (18 серпня 1908)
- Лейтенант (19 червня 1909)
- Оберлейтенант (18 червня 1915)
- Гауптман (18 травня 1918)
- Майор (1 квітня 1934)
- Оберстлейтенант (1 серпня 1936)
- Оберст (5 січня 1939)
- Генерал-майор (1 квітня 1942)
- Генерал-лейтенант (1 квітня 1943)

## Нагороди
- Залізний хрест 2-го і 1-го класу
- Срібна медаль «Ліакат» з мечами (Османська імперія)
- Галліполійська зірка (Османська імперія)
- Орден «За хоробрість» 4-го ступеня, 2-й клас (Третє Болгарське царство)
- Почесний хрест ветерана війни з мечами
- Медаль «За вислугу років у Вермахті» 4-го, 3-го, 2-го і 1-го класу (25 років)
- Застібка до Залізного хреста 2-го і 1-го класу
- Хрест Воєнних заслуг 2-го і 1-го класу з мечами
- Медаль «За зимову кампанію на Сході 1941/42»
- Нарукавна стрічка «Африка»
- Німецький хрест в сріблі (30 листопада 1942)